# Llatins (edat mitjana)
El nom llatí fou un gentilici comú entre els fidels de l'Església Llatina de la cristiandat occidental durant l'edat mitjana. Derivava del llatí eclesiàstic desenvolupat pels pares de l'Església llatins a l'Església d'Occident. Malgrat que el llatí havia estat la llengua oficial de l'Estat romà des de l'època de la tribu itàlica dels llatins, que visqueren durant l'antiguitat, aquest nom es feia servir independentment de l'origen ètnic, incloent-hi pobles germànics, itàlics, cèltics i eslaus. Així doncs, la gent associada amb els estats creats durant les Croades eren generalment coneguts com a llatins o francs, car aquests últims hi eren força prominents.
A l'Imperi Romà d'Orient i, més generalment, al món ortodox grec, tenia connotacions negatives, especialment després del Gran Cisma d'Orient del 1054.